# شهرستان چری (نبراسکا)
شهرستان چری، نبراسکا (به انگلیسی: Cherry County, Nebraska) یک سکونتگاه مسکونی در ایالات متحده آمریکا است که در نبراسکا واقع شده‌است.

## خصوصیات
شهرستان چری ۱۵٬۵۶۵٫۹۲ کیلومترمربع مساحت دارد.